# Kanton Campoloro-di-Moriani
Campoloro-di-Moriani is een voormalig kanton van het Franse departement Haute-Corse. Het kanton maakte sinds januari 2010 deel uit van het arrondissement Corte, daarvoor behoorde het tot het arrondissement Bastia.
Het kanton werd opgeheven bij decreet van 13 februari 2014 met uitwerking op 22 maart 2015.

## Gemeenten
Het kanton Campoloro-di-Moriani omvatte de volgende gemeenten:
- Cervione (hoofdplaats)
- Sant'Andréa-di-Cotone
- San-Giovanni-di-Moriani
- San-Giuliano
- Santa-Lucia-di-Moriani
- Santa-Maria-Poggio
- San-Nicolao
- Santa-Reparata-di-Moriani
- Valle-di-Campoloro